# Apostates solitaria
Apostates solitaria là một loài bướm đêm trong họ Geometridae.